# Otterwald
Otterwald ist ein großer zusammenhängender Wald in der Nähe von Memmingen. Er bildet zudem die Grenze zwischen dem Roth- und Günztal und dem Memminger Trockental. Der liegt östlich von Niederrieden und westlich von Günz an der Günz.

## Geographie
Wie eine Insel baut sich der Otterwald zwischen dem Roth- und dem Günztal auf. Seine durchschnittliche Höhe beträgt 625 Meter. Bei Eisenburg 675 Meter und 620 Meter im Norden an der Grenze. Die Abdachung beträgt rund 50 Meter bei nur acht Kilometer Länge. Von Niederrieden bis Boos sind die westlichen Hügel steil und scharf geschnitten, was wohl auf die eiszeitlichen Gletscher zurückzuführen ist. Nur ein Kilometer östlich von Niederrieden ist der Hügel bereits bei 645 Metern, also 61 Meter höher als das Dorf. Am Sattelberg erreicht er den höchsten Punkt mit 660 Meter. Der Otterwald hat einen steilen Ostabfall in das Wiesenbachtal, das nur 602 Meter hoch liegt.

## Geologie
Die tertiäre Flinzschicht unter dem Schotter bildet eine reiche Wasserkammer für den Wiesenbach, Otterbach, Auerbach, Roth und für einige unbenannte kleine Quellen.

## Abteilungen
Die großen Abteilungen heißen: Sattelberg, Glashofwald, Egger Forst, Zieglerberg, Jostenwald, Otterwald, Kohlenwald, Weißenberg, Bleicherberg, Bauhofberg.

## Orte
In und um den Otterwald liegen folgende Orte und Weiler: Bleiche, Eisenburg, Hipp, Josten, Lauberhart, Orwang, Otterwald, Reutehof, Reichau, Unterhart, Wesbach, Ziegelstadel.

## Geschichte
Der quarzhaltige Otterbach lockte schon im 17. Jahrhundert die Glasbläser in dieses Gebiet. Schon 1644 wird ein Glashof erwähnt. 1705 erhielt Simon Fuchs der Glasermeister der Herrschaft Ottobeuren, die Erlaubnis, im Otterwald eine Glashütte zu errichten und das Recht, den Wald für einen Bauernhof zu roden. Den Zehnt sollte er nach Ottobeuren geben. 1729 wurden 17 Personen aus der Glashütte gefirmt. Dies lässt darauf schließen, dass die Glashütte wirtschaftlich sehr erfolgreich war. Dort wurde hauptsächlich Fensterglas hergestellt. Über 800 runde Scheiben wurden für den Klosterbau nach Ottobeuren geliefert. Als sich die Glasbrennerei nicht mehr lohnte, begann der Glashüttenmeister, auf eine Ziegelbrennerei umzustellen. Diese wurde 1845 versteigert und abgebrochen. Der ganze Otterwald, bis dahin noch ottobeurischer Herrschaftswald, fiel 1803 zuerst an das Kurfürstentum Bayern, später an das Königreich Bayern.